# فرهنگ لبنانی

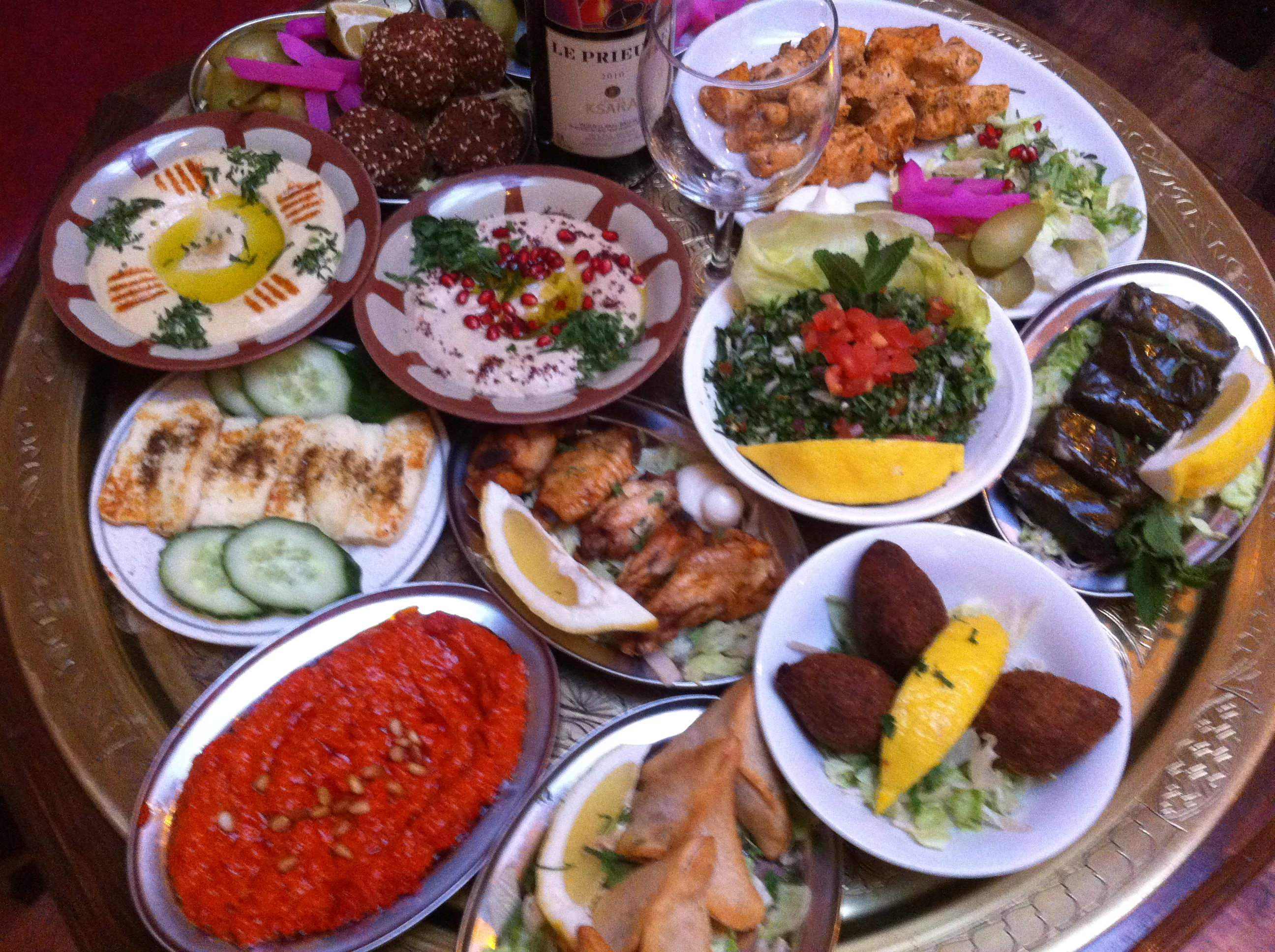
مجموعه ای از غذاهای لبنانی از رستوران کافه نو در لندن

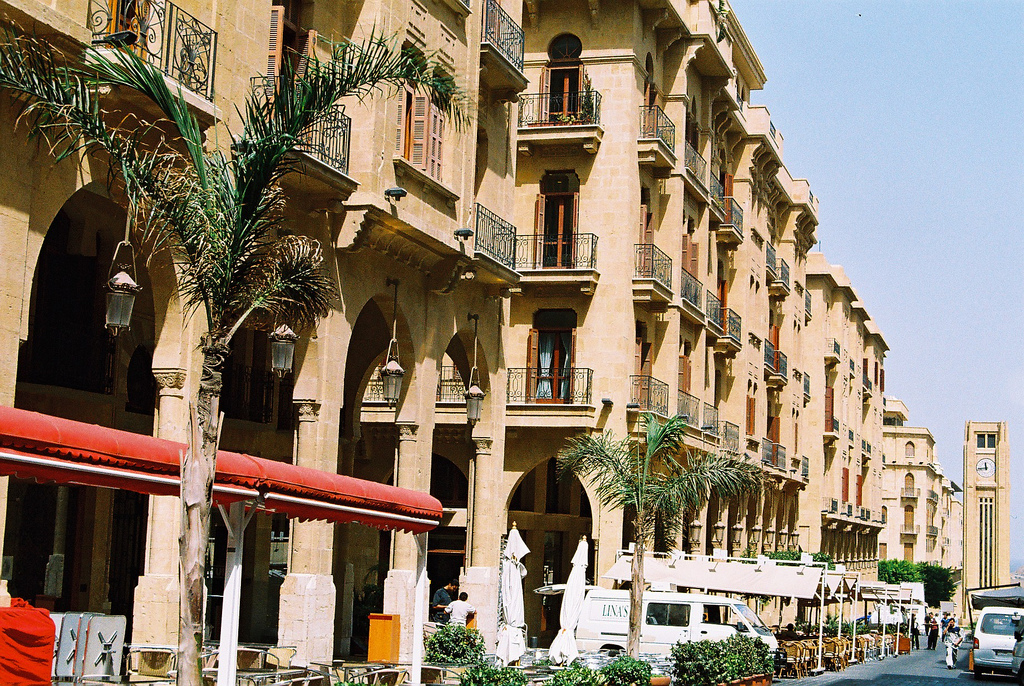
رو ماراد خیابان اصلی در منطقه مرکزی

فرهنگ لبنان و مردم لبنان در طول هزاران سال از تمدن‌های مختلف پدید آمده‌است. این کشور خانه فنیقی‌ها بوده و متعاقباً توسط آشوریان، یونانیان، رومی‌ها، پارس‌ها، عرب‌ها، صلیبیون، ترکان عثمانی و فرانسویان فتح و اشغال شد. این تنوع در جمعیت متنوع لبنان، متشکل از گروه‌های مختلف مذهبی و ویژگی‌های آن در جشنواره‌های این کشور، سبک‌های موسیقی، ادبیات، غذاهای لبنان و معماری لبنان منعکس شده‌است. جهانگردی در لبنان با دوره‌های وقفه در هنگام درگیری رواج دارد.
علیرغم تنوع مذهبی و فرقه ای لبنانی‌ها، همه آنها «یک فرهنگ تقریباً مشترک دارند». بر اساس ماده ۱۱ قانون اساسی لبنان آمده‌است: «زبان عربی رسمی کشور است. همچنین یک قانون مواردی را که در آن از زبان فرانسه استفاده می‌شود تعیین می‌کند.» صحبت به عربی لبنانی، زبانی است که در زبان عمومی به کار رفته و ترکیبی از زبانهای فرهنگهای مذکور است، غذا، موسیقی و ادبیات ریشه عمیقی «در هنجارهای وسیع مدیترانه و شام» دارند.
جغرافیای کوهستانی مدیترانه ای لبنان در شکل‌گیری تاریخ لبنان و فرهنگ آن نقش داشته‌است. باستان‌شناسی لبنان برای کشف گذشته این منطقه انجام می‌شود.

## هنرها
در اواخر قرن بیستم، بیروت با بسیاری از روزنامه‌ها، مجلات و انجمن‌های ادبی، با قاهره به عنوان مرکز اصلی اندیشه مدرن عرب به رقابت پرداخت. علاوه بر این، بیروت با تولیدات متنوعی، به یک مرکز مهم رونق فرهنگ ارمنستان تبدیل شد.

### هنرهای تجسمی
داوود کوروم (۱۹۳۰–۱۹۶۲)، حبیب سرور (۱۹۳۸–۱۹۶۰) و خلیل صالبی (۱۸۷۰–۱۹۲۸) اولین هنرمندان موفق استودیوی حرفه ای در لبنان به حساب می‌آیند. همه در خارج از لبنان آموزش دیده بودند و کوروم و سرور در آکادمی روم و صالبی در بریتانیا و آمریکا شرکت داشتند.
مصطفی فرروخ (۱۹۰۱–۱۹۵۷) یکی از برجسته‌ترین نقاشان لبنان بین دهه‌های ۱۹۲۰ و ۱۹۵۰ بود. او که به‌طور رسمی در رم و پاریس آموزش دیده بود، کار خود را در سالن‌هایی از پاریس تا نیویورک تا بیروت به نمایش گذاشت.

### معماری

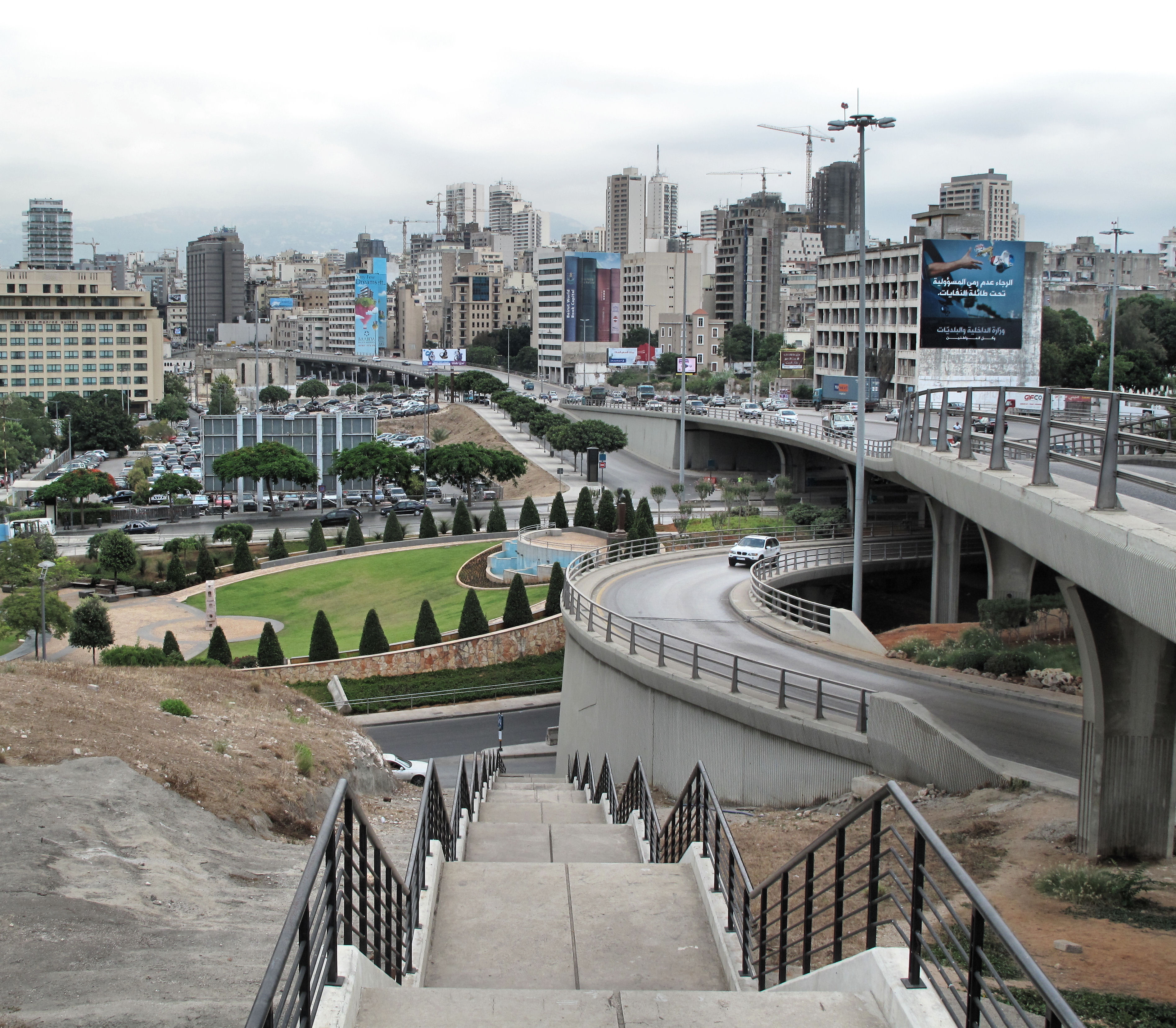
باغ جبران خلیل جبران و محیط اطراف آن در مرکز ویل، مجیدیه، بیروت

معماری در لبنان میراث قدرتهای مختلف اشغالگر از جمله رومی‌ها، فنیقی‌ها، عثمانی‌ها و فرانسوی‌ها و همچنین تحولات پس از استقلال را شامل می‌شود.
هنگامی که عثمانی‌ها در سال ۱۶۱۳ فخرالدین دوم را به توسکانی ایتالیا تبعید کردند، او با دودمان مدیچی پیمان بست. با بازگشت به لبنان در سال ۱۶۱۸، او نوسازی لبنان را آغاز کرد. وی صنعت ابریشم را توسعه داد و تولید روغن زیتون را به روز کرد و مهندسین ایتالیایی متعددی را با خود به همراه آورد که شروع به ساخت عمارتها و ساختمانهای عمرانی در سراسر کشور کردند. شهرهای بیروت و سیدون بخصوص به سبک ایتالیایی ساخته شده‌اند.

### ادبیات

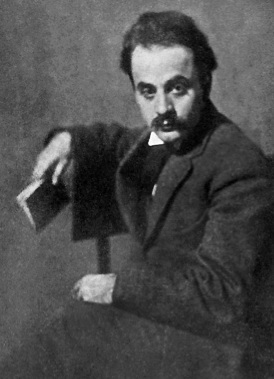
خلیل جبران (آوریل ۱۹۱۳)

خلیل جبران (۱۹۸۳–۱۸۸۳)، که در بشاری متولد شد، به ویژه با کتاب "پیامبر" (۱۹۲۳) شناخته می‌شود که به بیش از بیست زبان مختلف ترجمه شده‌است. چندین نویسنده معاصر لبنانی از جمله الیاس خوری، امین معلوف، حنان الشیخ و ژرژ شاده نیز به موفقیت‌های بین‌المللی دست یافته‌اند.

### موسیقی

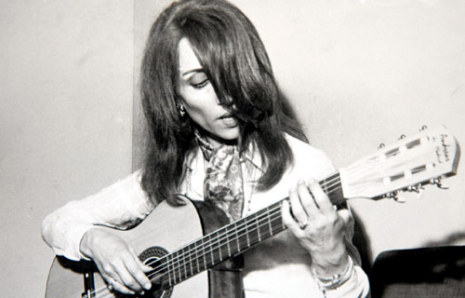
Fairuz در حال نواختن گیتار

موسیقی در جامعه لبنان گسترده‌است. در حالی که موسیقی سنتی عامیانه در لبنان محبوبیت خود را حفظ کرده‌است، موسیقی مدرن با سبک‌های عربی غربی و سنتی سازش می‌کند، موسیقی پاپ و تلفیقی به سرعت در حال محبوبیت هستند. ایستگاه‌های رادیویی دارای موسیقی متنوعی از جمله آهنگ‌های سنتی لبنانی، عربی کلاسیک، ارمنی و آهنگ‌های مدرن فرانسوی، انگلیسی، آمریکایی و لاتین هستند. موسیقیدانان برجسته سنتی عبارتند از فیروز، که به عنوان نمادی در زمان جنگ داخلی است، صباح ملاحم بارکات، وادیه الصافی، مجیدا ال رومی و نجاوا کرم که مخاطبان بین‌المللی برای این ژانر ایجاد کردند. چهره تاریخی و پیشکسوت موسیقی لبنان، لیدیا کنعان، در فهرست کاتالوگ سالن مشاهیر راک اند رول و کتابخانه و بایگانی موزه در کلیولند، اوهایو، ایالات متحده قرار گرفته‌است. مارسل خلیفه، موسیقیدانی که موسیقی کلاسیک عربی را با صداهای مدرن، می‌آمیزد دارای محبوبیت بسیار زیاد برای شعر مسائل سیاسی است. هنرمندان برجسته پاپ شامل نانسی عجرم، حیفا وهبه، فضل شاکر، الیسا و میکا هستند.

#### مرکز بین‌المللی نمایشگاهی بیروت

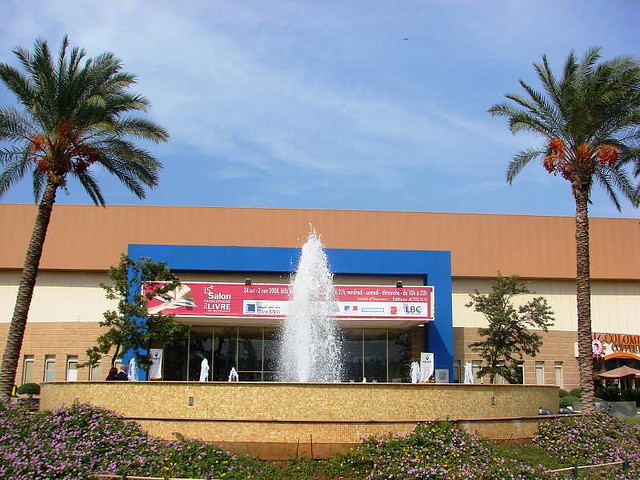
سالن فرانکوفیل بیال

تأسیساتی چند منظوره بزرگ در مرکز شهر بیروت است. مجموعه‌های این تأسیسات شامل نمایشگاه‌ها سالن‌های کنفرانس و انجمن‌های موسیقی و کنسرت است.

## جشن‌ها
فستیوال‌های بین‌المللی مختلفی در لبنان برگزار می‌شوند که هنرمندان پر آوازه جهان و مردم بسیار از لبنان و کشورهای دیگر را به سوی خود جذب می‌کنند. مهم‌ترین آن‌ها فستیوال‌های تابستانی در بعلبک، بیت الدین و بیبلوس است.

## آشپزی

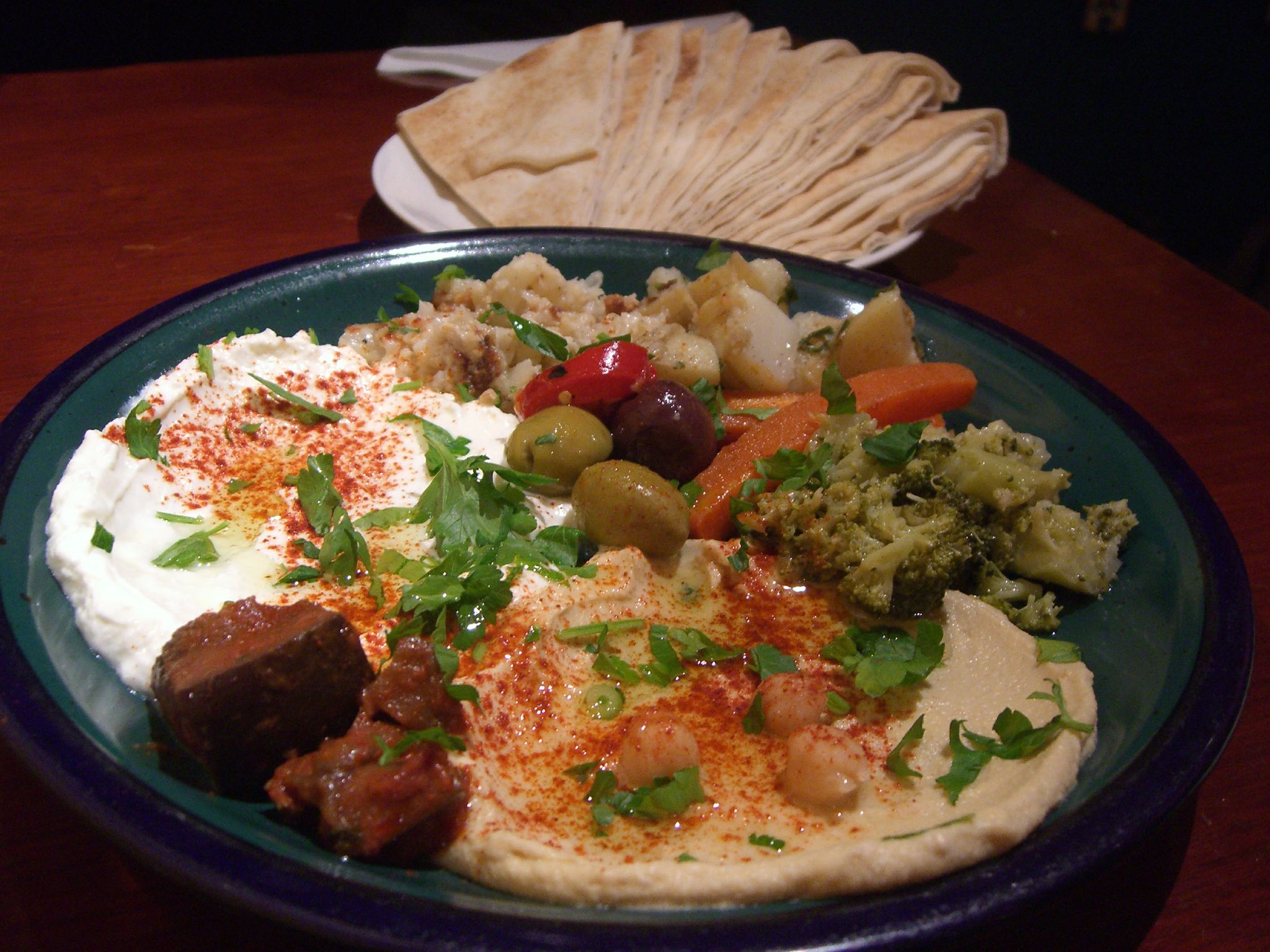
مجموعه‌ای از غذاهای لبنانی

سبکی از آشپزی شامی است که غلات کامل، میوه، سبزیجات، نشاسته، ماهی تازه و غذاهای دریایی به وفور در آن یافت می‌شود، چربی حیوانی نیز به ندرت در این آشپزی مورد استفاده قرار می‌گیرد. میزان مصرف ماکیان بیشتر از گوشت قرمز بوده و گوشت استفاده شده نیز، در مناطق ساحلی بره و در مناطق کوهستانی، بیشتر گوشت بز است. همچنین مقادیر زیادی سیر و روغن زیتون که اغلب با آب لیموترش مزه‌دار شده، در آشپزی لبنانی مورد استفاده قرار می‌گیرد. نخود و جعفری نیز از اقلام اصلی غذاهای لبنانی هستند.
غذاهای لبنانی مشابه بسیاری از کشورهای حاشیه مدیترانه شرقی مانند سوریه، ترکیه، یونان و قبرس است.
کبه ظروف ملی لبنان هستند، که شامل یک پای گوشت ساخته شده از گوشت گوسفند ریز چرخ شده و بلغور (گندم ترک خورده) و تبوله، سالادهای ساخته شده از جعفری، گوجه فرنگی، و می‌باشد. اراک نوشیدنی ملی لبنان است، که شامل رازیانه قوی جهت طعم دار کردن مشروب ساخته شده و از تخمیر آب انگور به دست می‌آید و معمولاً با آب و یخ نوشیده می‌شود. اراک روحی قوی شبیه به اوزون یونانی و راکی ترکی است.
غذاهای رستوران لبنانی با طیف گسترده‌ای از مزه‌های مختلف شروع می‌شود - غذاهای کوچک و خوشمزه مانند سالادها و شیرینی‌ها. به‌طور کلی وعده‌های غذایی با قهوه عربی و میوه تازه به پایان می‌رسد، هرچند که گاهی اوقات انتخابی از شیرینی‌های سنتی نیز ارائه می‌شود.
مژدهارا، یک خورش غلیظ پیاز، برنج و عدس، و غالباً در اطراف عید توسط مردم خورده می‌شود.
بیروت و اطراف آن حاوی رستورانهای زیادی با منشأ ملی مختلف است. در عین حال، شراب از محبوبیت رو به رشدی برخوردار است و هم‌اکنون تعدادی از تاکستان‌ها در دره بقاع و جاهای دیگر وجود دارند. آبجو همچنین بسیار محبوب است و لبنان تعدادی از آبجو محلی تولید می‌کند که آلماز شاید محبوب‌ترین آنها باشد.

### غذا در زندگی روزمره
غذاهای لبنانی تحت تأثیر سایر غذاهای مدیترانه ای قرار دارد. نان پیتا یک غذای اصلی است. لبنانی‌ها از حمص (نخود پخته، روغن زیتون، ارده، آبلیمو و سیر له شده) و سایر غذاهای لوبیایی لذت می‌برند. برنج تقریباً وعده اصلی است و ماکارونی جز غذاهای محبوب است. ماست ترش در بسیاری از سینی غذاها متداول است. گوشت قرمز و مرغ رایج هستند اما معمولاً به عنوان بخشی از یک سینی غذا میل می‌شوند. غذا خوردن در لبنان با خانواده گره خورده‌است: مردم تقریباً هرگز به تنهایی غذا نمی‌خورند. لبنانی‌ها خوردن را یک تجربه اجتماعی و تقریباً زیباشناختی می‌دانند. در طول عید، مسیحیان ظروف گوشتی می‌خورند و در سنت باربارا، انواع غذاهای مبتنی بر گندم می‌خورند. لبنان میوه و سبزیجات را به کشورهای همسایه عرب و همچنین ایتالیا، فرانسه و ایالات متحده می‌فروشد. شراب در بقاع تولید می‌شود و به اروپا صادر می‌شود

## جامعه
جامعه لبنان با فرهنگهای خاص مدیترانه مشابه است زیرا این کشور از نظر مذهبی منحصر به فرد متنوع است. اغلب به عنوان دروازه اروپا به آسیای غربی و همچنین دروازه آسیا به جهان غرب در نظر گرفته می‌شود.

## ورزش‌ها
- فوتبال محبوب‌ترین ورزش در لبنان است.

## آموزش
جامعه لبنان مدرن، تحصیلکرده و قابل مقایسه با جوامع اروپایی مدیترانه است. اکثر لبنانی‌ها دو زبانه هستند و عربی و فرانسه صحبت می‌کنند. به همین دلیل لبنان عضو سازمان بین‌المللی کشورهای فرانسوی زبان است. با این حال زبان انگلیسی مخصوصاً بین دانشجویان لبنانی رایج شده‌است. این کشور نه تنها محل تلاقی مسیحیت با اسلام بلکه دروازه‌ای است که جهان عرب را به اروپا متصل می‌کند.
لبنان همچنین میزبان دانشگاه‌های معتبر مختلفی همچون دانشگاه لبنان، دانشگاه آمریکایی بیروت، دانشگاه سینت جوزف (لبنان) و دانشگاه آمریکایی لبنان است.